# Sistema Colectivo de Responsabilidad Ampliada del Productor
Un Sistema Colectivo de Responsabilidad Ampliada del Productor (SCRAP) es una organización sin ánimo de lucro constituida por empresas fabricantes y productores para gestionar de forma conjunta los residuos generados por sus productos.
Los SCRAP tienen como objetivo promover la economía circular y reducir el impacto ambiental de los productos a lo largo de su ciclo de vida. Al involucrar a los productores en la gestión de los residuos que generan sus productos, se fomenta la responsabilidad ambiental y se impulsa la adopción de prácticas más sostenibles.
Algunos ejemplos de SCRAP en España incluyen:
- Ecoembes: para envases ligeros y papel/cartón.
- Ecovidrio: para envases de vidrio.
- Sigfito: para envases de productos fitosanitarios y fertilizantes.
- Sigre: para envases de medicamentos y medicamentos caducados.

Los SCRAP permiten a las empresas cumplir con sus obligaciones legales de responsabilidad ampliada del productor de forma colectiva, en lugar de hacerlo individualmente. Esto les permite optimizar la gestión de residuos de una manera más eficiente y coordinada.